# 義歯

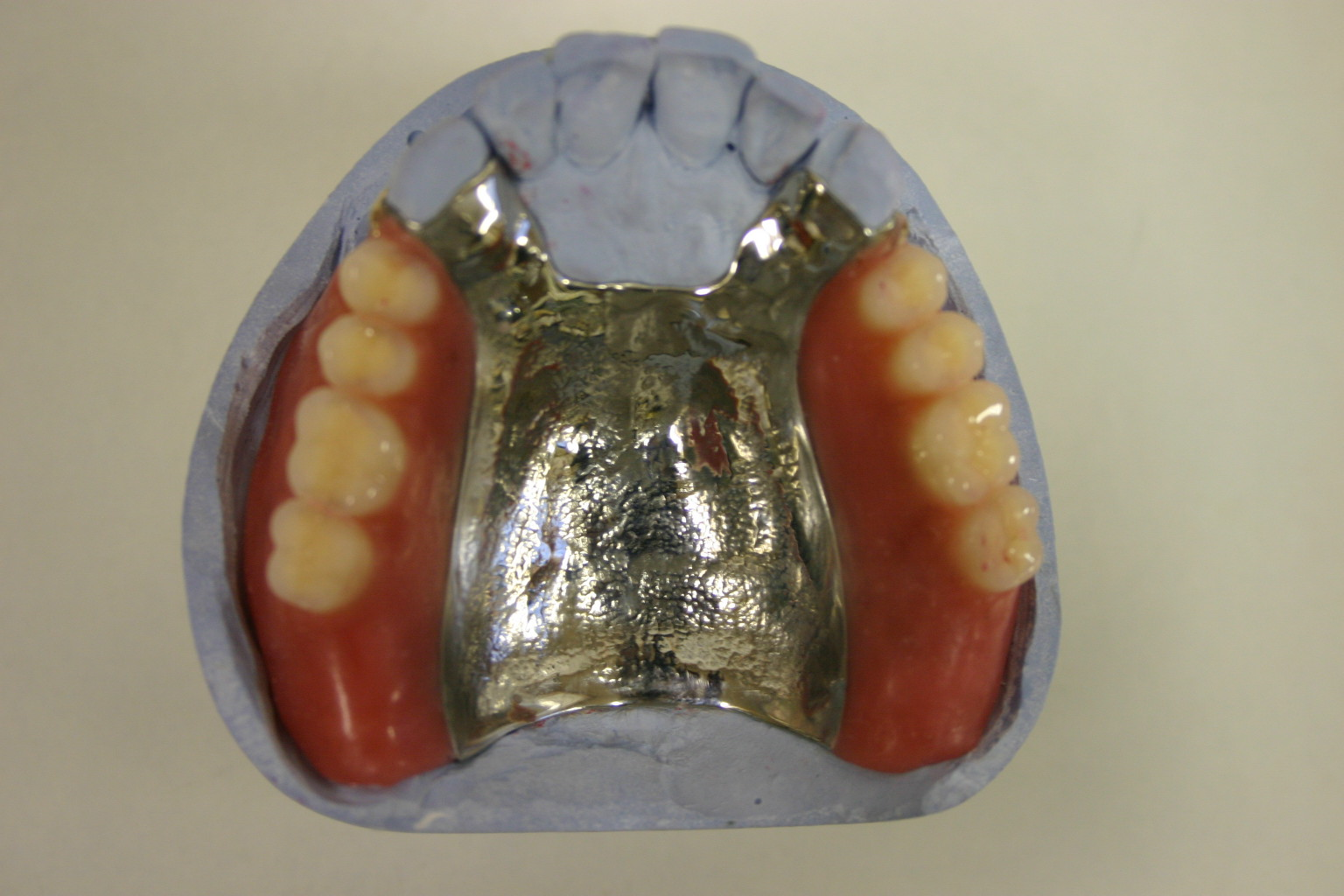
金属床義歯

義歯（ぎし）とは喪失した歯を補う為の人工臓器の総称である。架工義歯、有床義歯、インプラント義歯などの方法を使用して、人工歯で歯を補う。
義歯の歴史は紀元前にまで遡るといわれている。日本では平安時代のころに使われはじめ、当時の有床義歯の素材は、木製だった。現在は、プラスチックや金、銀、チタン、セラミック（メタルボンドポーセレン（陶器））などの素材を使用している。
健康保険適用の保険義歯と健康保険適用外の義歯があり、これは診療内容や義歯に使用される材料の違いによる。

## 種類

### 差し歯
さし歯（さしば）、クラウンとも表記される。歯の根っこが残っている場合にのみ使用可能である。歯冠継続歯も参照。

### ブリッジ
ブリッジは、左右の歯を利用する。

### インプラント義歯
デンタルインプラントと同様に骨に穴を開けて埋入する手術が必要であり状況によって不可能な場合もある。また、一本の独立した歯の治療に使用するデンタルインプラントの事を指す場合もある。

### 有床義歯
一般的に有床義歯は「入れ歯」と呼ぶ。
有床義歯には局部床義歯（部分入れ歯）と総義歯（総入れ歯）があり、局部床義歯は1歯欠損から1歯残存までの症例に使用される義歯の事を言い、全部床義歯は残存歯が全く無い症例に使用する義歯の事である。
部分床義歯は「床」「人工歯」「クラスプ」「レスト」「連結子（バー）」等から構成されており、全部床義歯は「床」「人工歯」のみで構成されている。
有床義歯を安定させるための入れ歯安定剤というものや、専用の入れ歯洗浄剤が販売されている。
歴史
紀元前700年700年ごろ、北イタリアのエトルリア人は、人間の歯や動物の歯を使って義歯を作っていた。これはすぐ劣化するが製造が容易であり、19世紀中ごろまで広く使われた技法だった。
日本では、7世紀に仏教とともに仏像用の蜜蝋技術が伝えられると、それを応用した木床義歯が発展し、平安時代には僧侶を中心に使われた。木製義歯は日本独自のもので、紀伊国内にある衣笠山願成寺（天台宗）の尼僧（1538年没。通称・仏姫、俗名・中岡てい）が使った上顎用の黄楊製のものが日本最古として現存、仕組みは現代と同じで義歯と顎の間に唾液が入ることで真空になり、吸着する。江戸時代に入ると、仏師に代わって専業の入歯師が現れ、庶民にも広く普及した。
ヨーロッパでは複数本の歯に対応した義歯は、15世紀には既に使われていた。骨や象牙を削って作ったり、死体の歯を使ったりしていた。亡くなったばかりの死体の歯を売却することも珍しくなかったという。型をとることが技術的に不可能だったため、これらの義歯は金属や絹の糸で周囲の歯に結びつけるのが普通で、あまり使い心地は良くなかった。特に問題は、骨や象牙を使った義歯が唾液で徐々に溶けていく点と、上の義歯の固定が難しい点だった。
17世紀のロンドンで、歯科技工士や歯科医の先駆けともいうべき 'Operators for the Teeth' と呼ばれる人々が出現した。彼らは金細工や象牙細工の職人だったり、外科の役割を果たしていた理容師出身である。
最初の陶製義歯は1770年ごろ Alexis Duchâteau が開発した。1791年、Duchateau の助手だった Nicholas Dubois De Chemant がイギリスで "De Chemant's Specification" という義歯に関する特許を取得した。これは陶製の義歯とばねを使って上下の義歯を固定する方法を含んでいた。このような初期の義歯を使っていた人物としてジョージ・ワシントンがおり、オオシカの牙を原料としたもので、1764年には総義歯を使っていたといわれている。ワシントンの義歯はマウントバーノンに展示されている。
1820年、ロンドンの金細工師 Claudius Ash が18金のプレートに精巧な陶製の歯を埋め込んだ義歯を製造し始めた。従来の陶製の義歯はつながった形で作られていたのに対して、Ashの義歯は一本ずつ陶器で作ったものを、土台に埋め込む形になったのである。さらに1850年代にはヴァルカナイト（エボナイト）を土台に使うようになった（Claudius Ash の会社はヴァルカナイト製造でも成功を収めた）。20世紀になるとアクリル樹脂などの合成樹脂が使われるようになった。